# Rhopalocranaus tenuis
Rhopalocranaus tenuis is een hooiwagen uit de familie Manaosbiidae.